# 南针峰

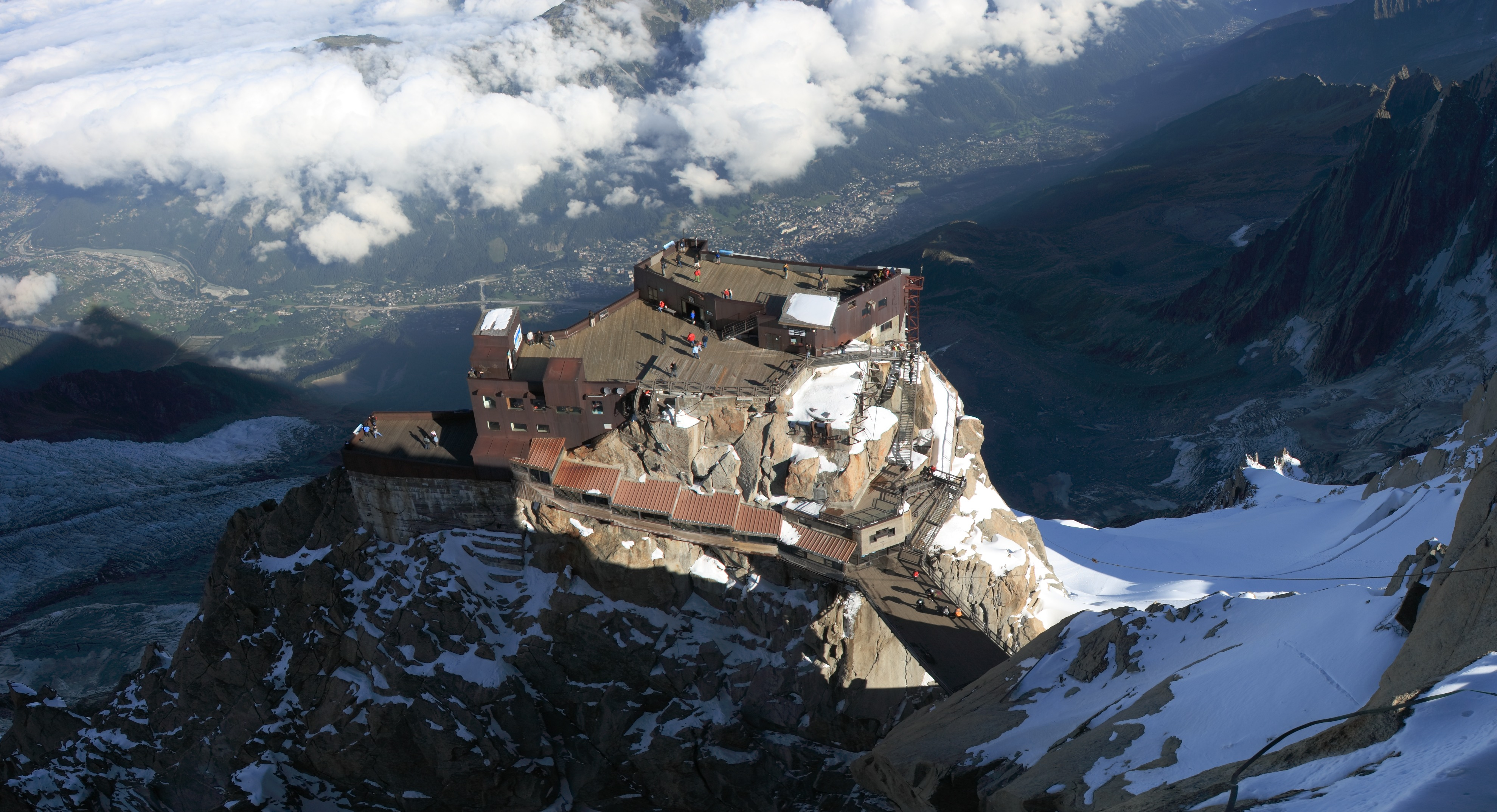
从法国南峰顶看低处的平台

南峰（按字面翻译为「南方的针，南方的峰尖」）是法国阿尔卑斯山勃朗峰的一座山峰，海拔3842米。
到达峰顶的索道建于1955年，是当时世界上最高的索道，并保持该记录达大约20年之久，至今仍是世界上垂直距离最大的索道，从1035米到3842米。从索道的起点霞慕尼到终点南峰顶，超过2800米的高度只需20分钟。
峰顶有一座全景观景平台，咖啡馆和礼品店。